# Valle Grande (Lampa)
Valle Grande es una ciudad que pertenece a la comuna de Lampa, Región Metropolitana, en Chile.
Esta ciudad también se encuentra en el límite de Lampa con Quilicura, además de ubicarse a minutos de la autopista Ruta 5 Norte. Las zonas urbanas de desarrollo condicionado (ZDUC), son proyectos de al menos 300 hectáreas, que dedican cuotas de suelo para equipamientos, instalaciones productivas, viviendas y la exigencia de construir la infraestructura necesaria para dotarla de los servicios y mitigar los riesgos naturales y los impactos viales, urbanos y ambientales.

## Características
Es el sector de Lampa con más crecimiento poblacional, ya cuenta con más de 35 mil habitantes y la oferta inmobiliaria sigue creciendo con varios proyectos habitacionales; también es el sector de Lampa con mejor conexión y a menos distancia del centro de Santiago, (16 kilómetros aproximadamente).
Desde enero de 2019 ya cuenta con un recorrido (No oficial) de la Red Metropolitana de Movilidad, lo que ha beneficiado a más del 70 % de la población, el recorrido B13 "Santa Luisa - Vespucio Norte" operado por Metropol Chile pertenece a la nueva malla de recorridos implementado por el Directorio de Transporte Público Metropolitano (DTPM) y que permite reducir el costo de traslado de la gente de este sector de Lampa. Este recorrido conecta Valle Grande con la estación Vespucio Norte (de la Línea 2 del Metro de Santiago), pasando por Quilicura y también por la nueva estación Los Libertadores (Línea 3), además del Mall Plaza Norte. El pasado 31 de agosto de 2023 se confirmó la extensión de Red Metropolitana de Movilidad en Padre Hurtado (comuna) y Lampa (Chile), beneficiando así al sector de Valle Grande y a partir de diciembre comenzaría un nuevo recorrido junto al ya instaurado (B13). Esto en parte, es fruto de la insistencia en una campaña ciudadana que comenzó Gonzalo Orellana en el año 2016, quién es vecino y administrador de una red social de apoyo del sector (Red de apoyo ciudadano a Valle Grande) y (Bip Para Valle Grande) y que contactó a distintas autoridades para lograr apoyo y que se extendiera la red de transporte público. Valle Grande tendrá una estación en la futura Línea de Metro Tren Santiago-Batuco (Alameda-Batuco), proyecto que ya cuenta con la aprobación de impacto ambiental y que se encuentra en proceso de ejecución. Esta estación estaría ubicada en Avenida La Montaña con Línea Férrea.
Valle Grande cuenta con servicios como, supermercados, farmacias, estaciones de servicio (Copec y Petrobras), colegios particulares, jardines infantiles privados, entre otros.
También hay dos recorridos de buses interurbanos, hacia Metro Vespucio Norte y uno hacia Cal y Canto. Además de 4 líneas de colectivos, dos hacia Metro Los Libertadores (Línea 3) 8033 y 8031, y dos hacia Quilicura, 8022 y 8024.
En los últimos años, las empresas constructoras han decidido comprar los terrenos del sector para poder edificar, así convirtiendo los terrenos llanos en reales hogares para la población.
En Valle Grande el clima generalmente es templado mediterráneo a pesar de que en Lampa se registran las temperaturas más extremas de toda la región, tanto en invierno como en verano.

## Galería de imágenes

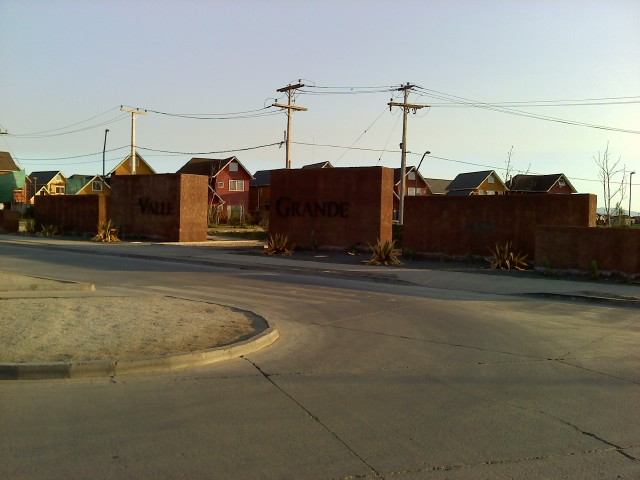
Entrada Valle Grande, Lampa
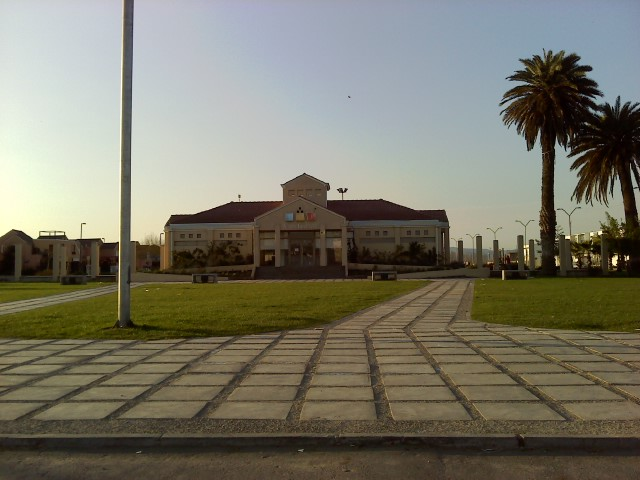
Centro de Informaciones (Valle Grande)